# Kautar Al-Andaqi
Kautar Al-Andaqi es una deportista marroquí que compitió en judo. Ganó una medalla de bronce en el Campeonato Africano de Judo de 2002 en la categoría de –52 kg.

## Palmarés internacional
| Campeonato Africano | Campeonato Africano | Campeonato Africano | Campeonato Africano |
| Año                 | Lugar               | Medalla             | Categoría           |
| ------------------- | ------------------- | ------------------- | ------------------- |
| 2002                | El Cairo (Egipto)   | Medalla de bronce   | –52 kg              |